# Isabel de Portugal i d'Aragó
|  | Per a altres significats, vegeu «Elisabet de Portugal». |

Isabel de Portugal i d'Aragó (Lisboa, Portugal, 24 d'octubre de 1503 - Toledo, Castella, 1 de maig de 1539) va ser una infanta de Portugal, reina consort de les corones de Castella i d'Aragó (1526-1539) i, més tard, emperadriu imperial consort (1530-1539), pel seu matrimoni amb Carles V del Sacre Imperi Romanogermànic.

## Família
Filla de Manuel I de Portugal, i de la infanta Maria d'Aragó, tercera filla dels Reis Catòlics. Contragué matrimoni amb l'emperador Carles V. Del matrimoni amb l'emperador van néixer:
- Felip (Valladolid, 1527 - El Escorial, 1598)
- Maria (Madrid, 1528 - 1603)
- Joana (Madrid, 1535 - El Escorial, 1573)
- Ferran (1535-1538)
- Joan (1539)

## Matrimoni
Les negociacions de casament amb el seu cosí, el llavors Carles I de Castella, van iniciar-se tan aviat com aquest va posar el peu a la península. Les pressions a Portugal al pare d'Isabel, poc proclius a una aliança matrimonial amb Castella, van fer que busqués com fos la manera de concertar el matrimoni; abans de morir el 1521, encomana en el seu testament al seu fill Joan, que s'encarregui d'aquesta tasca. Tanmateix, la situació a Castella era de dubte, Carles havia signat el Tractat de Windsor (1522) amb Enric VIII d'Anglaterra, que deixava oberta la possibilitat de matrimoni amb la seva cosina Maria, que llavors només comptava sis anys.
Diversos factors van decantar la balança per Portugal, primer la curta edat de Maria, la tardança podia endarrerir massa el moment de proporcionar un hereu; la potència que representava Portugal en l'àmbit econòmic, naval i de coneixença dels continents africà i asiàtic. Joan III va promoure el matrimoni i va remetre'l al Consell Reial, però es va trobar amb la divisió d'aquest en dues faccions, una procliu al matrimoni entre Isabel i Carles i també el de Joan amb Caterina, germana menor de Carles; l'altra estava posicionada en contra d'ambdós matrimonis pel gran dispendi que suposarien al regne. Van ser diverses les ambaixades diplomàtiques enviades a concretar les condicions del matrimoni, tanmateix, primer s'acordaria el de Joan i Caterina el 1525 i seria l'any següent l'acord matrimonial amb el rei de Castella: el 10 de març de 1526 Isabel i Carles va casar-se, en una cerimònia que es va dur a terme a l'Alcàsser de Sevilla, amb grans festes i pompa.
Va ser l'única esposa de l'emperador, molt estimada per ell, fins al punt de confiar-li el govern dels regnes hispànics durant les seves absències; de 1529 a 1534, per la tercera guerra contra Francesc I de França i de 1535 a 1538. Sempre va estar assessorada pels consells de Castella i d'Aragó; el setembre de 1532 es van celebrar corts castellanes a Segòvia, presidides per Isabel, a la qual es va remetre un gran memorial de peticions, però l'emperadriu no va respondre a elles i les va ajornar fins al retorn de Carles.
Va morir a la ciutat de Toledo l'any 1539 en donar a llum un fill que també va néixer mort, sense haver complert els 36 anys; Carles V, profundament afectat va retirar-se unes setmanes al monestir dels Jerònims de la Sisla, prop de Toledo. Isabel va ser enterrada en primer lloc a Granada, en presència de Francesc de Borja i d'Aragó, duc de Gandia. El 1574 va ser enterrada definitivament al monestir de San Lorenzo de El Escorial.